# النطاق المنزلي
 النطاق المنزلي (بالإنجليزية: home range) هو المنطقة التي يعيش فيها الحيوان ويتحرك فيها بشكل دوري، وهو مرتبط بمفهوم إقليم الحيوان وهو المنطقة التي يُدافع عنها بنشاط. قُدم مفهوم النطاق المنزلي بواسطة دبليو اتش بيرت في عام 1943، لقد رسم خرائط توضح الأماكن التي يُلاحظ الحيوان في أوقات مختلفة، المفهوم المرتبط هو توزيع الاستخدام الذي يفحص المكان الذي من المحتمل أن يكون فيه الحيوان في أي وقت معين، كانت البيانات اللازمة لرسم خريطة النطاق المنزلي تُجمع من خلال المراقبة الدقيقة، ولكن في السنوات الأخيرة، زُود الحيوان بطوق إرسال أو جهاز تتبع مماثل.